# Caseoides sanangeloensis
Caseoides sanangeloensis és una espècie extinta de sinàpsid de la família dels casèids que visqué durant el Permià inferior en allò que avui en dia és Nord-amèrica. Se n'han trobat restes fòssils a Texas (Estats Units). Es tracta de l'única espècie del gènere Caseoides. Era de mida intermèdia entre la de Casea broilii i la d'Angelosaurus dolani. Tenia els húmers de 157 mm, els fèmurs de 145 mm, les tíbies de 93 mm i els peronés de 101 mm de llargada. Les proporcions del cos eren similars a les de Casea. El seu nom específic, sanangeloensis, significa 'de San Angelo' en llatí.